# بالا كاندا
بالا كاند (بالسنسكريتية: بالاكاتا، كتاب الطفولة) هو أول كتاب لفالميكي رامايانا، التي تعد واحدة من أعظم ملحمتين في الهند (الأخرى هي ماهابهاراتا). يتألف الكتاب من ستة وسبعين سرجا (تُترجم أحيانًا كفصول أو "كانتوس") من النظم السنسكريتي.